# Prêmio BET Her
O Prêmio BET Her (do original em inglês, BET Her Award) é uma das atuais categorias do BET Awards, premiação estabelecida em 2001 para reconhecer destaques do mercado fonográfico e de entretenimento afro-americano. Esta categoria foi introduzida à premiação em 2006 e destina-se a reconhecer performances musicais de artistas afro-americanos dos gêneros Neo soul e R&B de impacto comercial e cultural ao longo do ano anterior à cada edição específica. 
O cantor e compositor Anthony Hamilton foi a primeira vencedora da categoria em seu ano de estreia, sendo seguido por Gerald Levert e Raheem DeVaughn nos anos seguintes. Em 2009, a cantora Jazmine Sullivan tornou-se a primeira mulher a vencer a categoria, tendo sido indicada posteriormente em 2015 e 2022. A partir de 2013, o prêmio passou a ser destinado à obras musicais dos artistas e não ao conjunto da obra, tendo Tamar Braxton como primeira vencedora após a reformulação por sua performance na canção "Love and War". Indicada pela primeira vez em 2019 por sua canção "Raise a Man", a cantora e compositora Alicia Keys permanece como o nome mais indicado da categoria, totalizando quatro indicações em 2020, 2021 e 2022. Por sua vez, a cantora e compositora Beyoncé é a artista com mais número de vitórias nesta categoria, totalizando três prêmios conquistados por suas canções "Formation", "Brown Skin Girl" e "Break My Soul" em 2016, 2020 e 2023, respectivamente.

## Vencedores e indicados
| Ano  | Vencedor         | Obra                    | Indicado(s) | Ref. |
| ---- | ---------------- | ----------------------- | --- | ---- |
| 2006 | Anthony Hamilton | Anthony Hamilton        | - Corrine Bailey Rae - Eric Benét - Heather Headley - Kindred the Family Soul |      |
| 2007 | Gerald Levert    | Gerald Levert           | - Brian McKnight - Musiq - Eric Roberson - Elisabeth Withers |      |
| 2008 | Raheem DeVaughn  | Raheem DeVaughn         | - Chaka Khan - Ledisi - Jill Scott - Angie Stone |      |
| 2009 | Jazmine Sullivan | Jazmine Sullivan        | - Musiq - Raphael Saadiq - Seal - Solange |      |
| 2010 | Monica           | Monica                  | - Melanie Fiona - Maxwell - Chrisette Michele - Sade |      |
| 2011 | Marsha Ambrosius | Marsha Ambrosius        | - Eric Benét - CeeLo Green - Kem - R. Kelly |      |
| 2012 | Common           | Common                  | - Estelle - Robert Glasper - Robin Thicke - Tyrese Gibson |      |

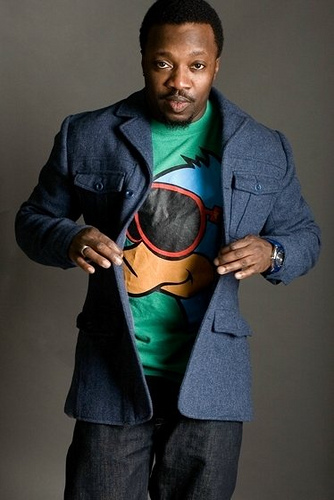
Anthony Hamilton, o primeiro vencedor da categoria em 2006.

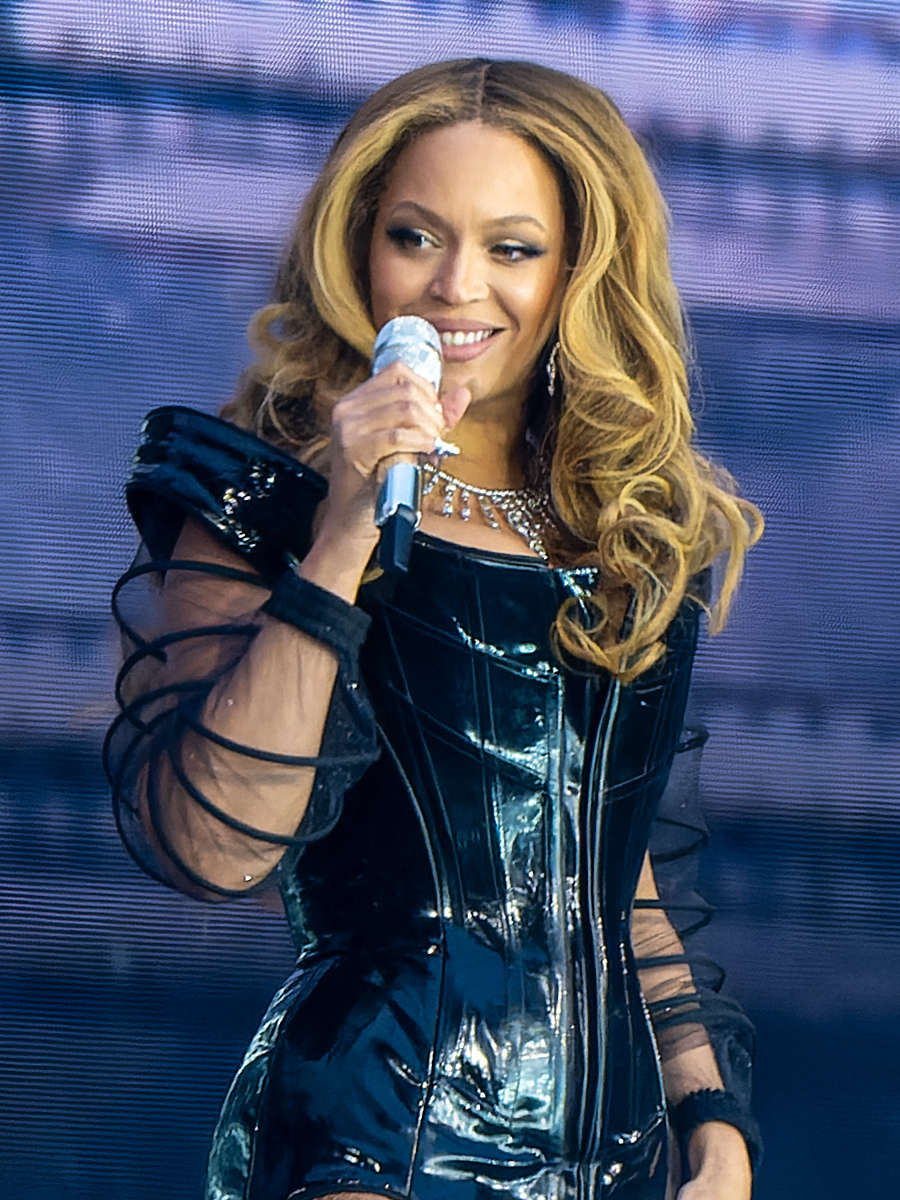
Beyoncé totaliza 3 vitórias, sendo a maior vencedora da categoria.

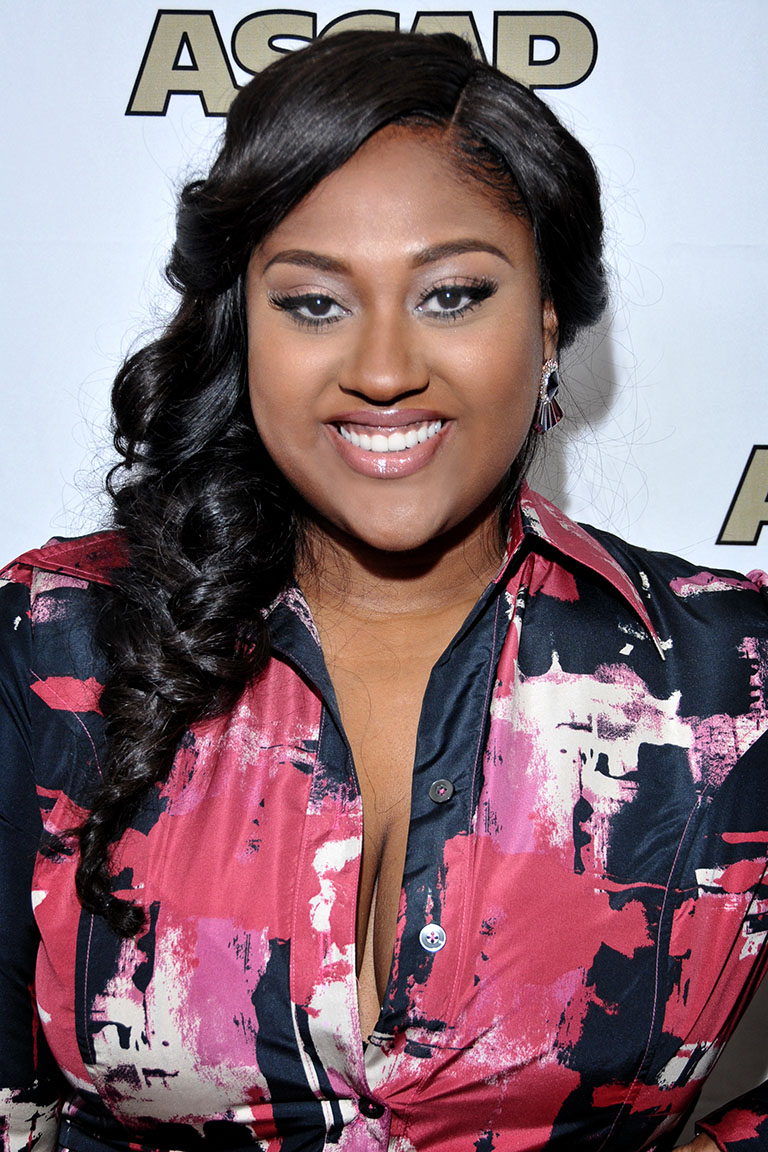
Jazmine Sullivan, vencedora da categoria em 2009 e indicada novamente em 2015 e 2022.

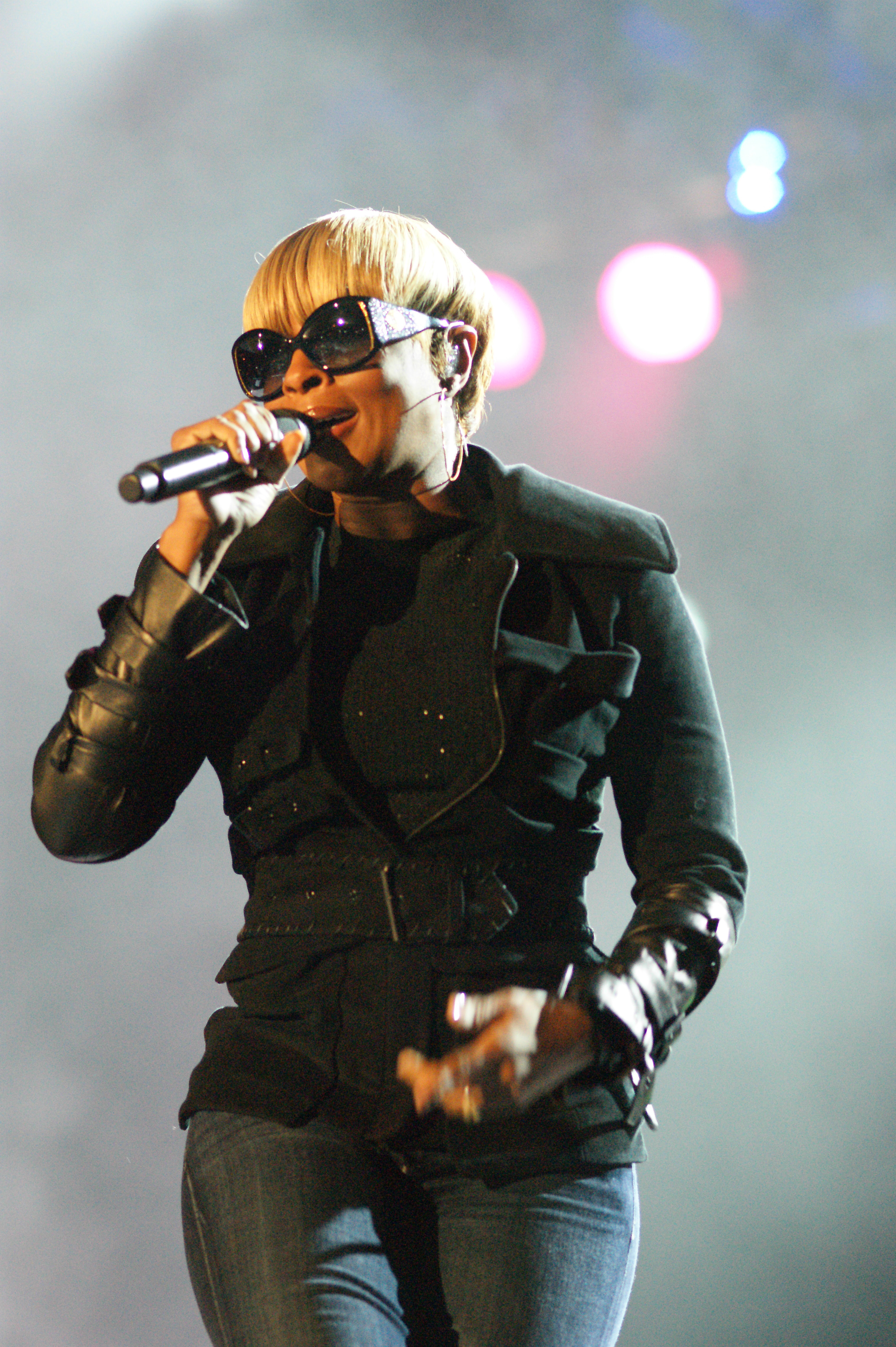
Mary J. Blige, indicada em 2015, 2017 e 2018 por colaborações com outros artistas e vencedora por "Good Morning Gorgeous" em 2022.

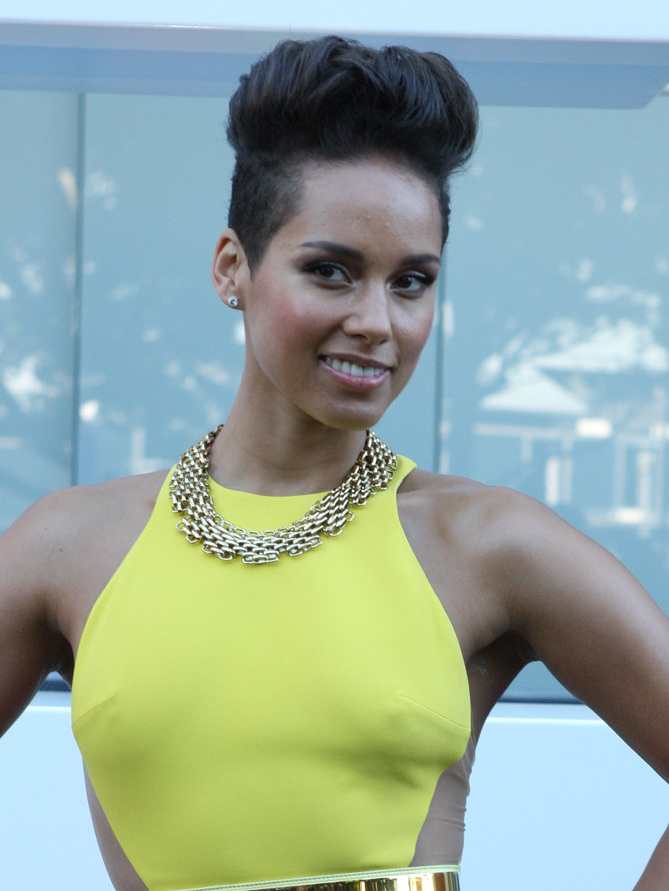
Alicia Keys é a artista mais frequente na categoria, totalizando 4 indicações.

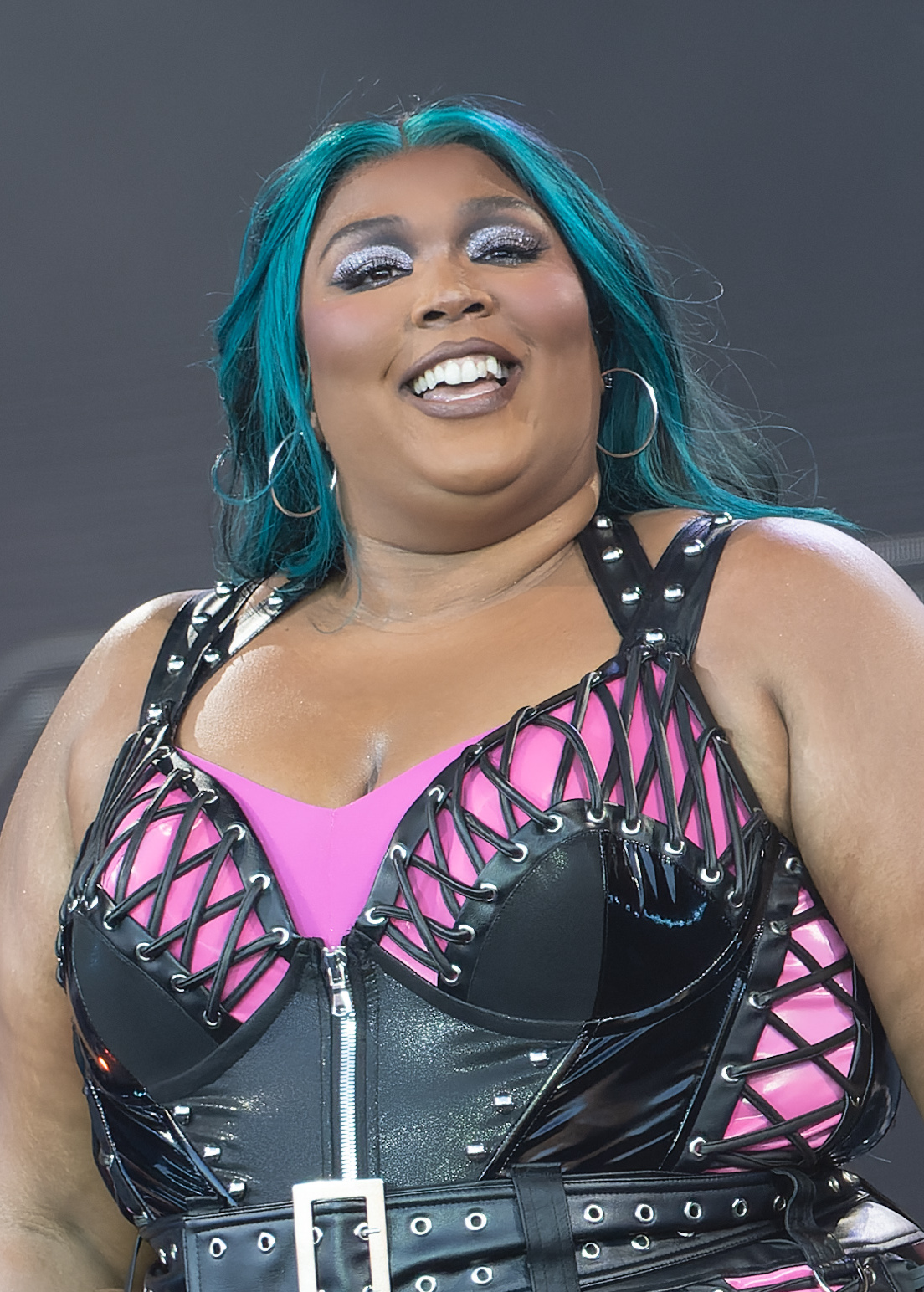
Lizzo, indicada em 2018, 2020 e 2023.

| 2013 | Tamar Braxton    | "Love and War"          | - Fantasia – "Lose to Win" - Miguel – "Adorn" - Nas – "Daughters" - Charlie Wilson – "My Love is All I Have"                                                                                   |      |
| 2014 | Jhené Aiko       | "The Worst"             | - Aloe Blacc – "Lose to Win" - Jennifer Hudson e T.I. – "I Can't Describe (The Way I Feel)" - Wale e Sam Dew – "LoveHate Thing" - Liv Warfield – "Why Do You Lie?"                             |      |
| 2015 | The Weeknd       | "Earned It"             | - AverySunshine – "Call My Name" - Mark Ronson e Bruno Mars – "Uptown Funk" - Sam Smith e Mary J. Blige – "Stay with Me" - Jazmine Sullivan e Meek Mill – "Dumb"                               |      |
| 2016 | Beyoncé          | "Formation"             | - Andra Day – "Rise Up" - The Internet – "Under Control" - K. Michelle – "Not a Little Bit" - Rihanna – "Bitch Better Have My Money"                                                           |      |
| 2017 | Solange Knowles  | "Cranes in the Sky"     | - Mary J. Blige – "Thick of It" - Fantasia – "Sleeping with the One I Love" - Kehlani – "Distraction" - Syd – "All About Me" - Yuna e Usher – "Crush"                                          |      |
| 2018 | Mary J. Blige    | "Strength of a Woman"   | - Janelle Monáe – "Django Jane" - Remy Ma e Chris Brown – "Melanin Magic (Pretty Brown)" - Leikeli47 – "2nd Fiddle" - Lizzo – "Water Me" - Chloe x Halle – "The Kids Are Alright"              |      |
| 2019 | H.E.R.           | "Hard Place"            | - Alicia Keys – "Raise a Man" - Ciara – "Level Up" - Janelle Monáe – "Pynk" - Queen Naija – "Mama's Hand" - Teyana Taylor – "Rose in Harlem"                                                   |      |
| 2020 | Beyoncé          | "Brown Skin Girl"       | - Alicia Keys – "Underdog" - Ciara, Lupita Nyong'o, Ester Dean, City Girls e La La – "Level Up" - Layton Greene – "I Choose" - Lizzo e Missy Elliott – "Tempo" - Rapsody e PJ Morton – "Afeni" |      |
| 2021 | SZA              | "Good Days"             | - Brandy e Chance the Rapper – "Baby Mama" - Bri Steves – "Anti Queen" - Chloe x Halle – "Baby Girl" - Ciara e Ester Dean – "Rooted"                                                           |      |
| 2022 | Mary J. Blige    | "Good Morning Gorgeous" | - Alicia Keys – "Best of Me (Originals)" - Chlöe – "Have Mercy" - Ari Lennox – "Pressure" - Jazmine Sullivan – "Roster" - Summer Walker e Ari Lennox – "Unloyal" - Doja Cat – "Woman"          |      |
| 2023 | Beyoncé          | "Break My Soul"         | - Lizzo – "About Damn Time" / "Special" - PinkPantheress e Ice Spice – "Boy's a Liar, Pt. 2" - Megan Thee Stallion – "Her" - Rihanna e Ludwig Göransson – "Lift Me Up" - Coi Leray – "Players" |      |